# 袁绍
袁绍（？—202年6月28日），字本初，汝南郡汝阳县（今河南省商水县）人，為东汉末年割據勢力之一。曾帶兵進宮誅殺十常侍，後被各路諸侯推舉為盟主討伐董卓。在易京之戰擊敗公孫瓚後，其勢力達到巔峰；極盛時期據有冀州、幽州、并州、青州等河朔四州，官至大將軍，使其一度成為東漢末年實力最強的諸侯。但在官渡之戰慘敗給曹操而受到重挫，接著在倉亭之戰再敗給曹軍，不久後就病逝。

## 生平

### 四世三公
袁紹出自士族汝南袁氏，高祖袁安官至司空、司徒，叔曾祖袁敞官至司空，祖父袁湯官至司空、司徒、太尉，生父袁逢官至司空，叔叔袁隗官至司徒、太傅，家族中四世居三公之位者多达五人，故號稱「四世三公」，门生故吏遍布天下。袁山松書記載，袁紹為袁逢的庶子，因袁逢的兄長左中郎将袁成早逝，袁逢將袁紹過繼給袁成。袁逢另有二子袁基、袁術，所以在血緣上，袁紹及袁基、袁術是同父異母的親兄弟，由宗法繼承權關係來看，也可視為堂兄弟。
袁绍的母亲僅是個婢女，早年袁紹的地位頗見低微。《典略》载瓒表绍罪状曰：「绍母亲为婢使，绍实微贱，不可以为人后，以义不宜，乃据丰隆之重任，忝污王爵，损辱袁宗，绍罪九也。」
袁紹父親袁成喜欢结交當時上層門閥的豪爽之士，自大将军梁冀以下的很多人都与他交往。袁绍有著不錯的外貌，同样也结交了很多士人。袁紹年紀很小就擔任郎官，之後升遷為濮陽長。因為母親去世，棄官守喪，為母親服喪三年結束后，袁紹又為先前去世的嗣父袁成服喪三年。六年守喪結束后袁紹在洛陽隱居，結交遊俠，拒絕朝廷征召，此舉引發中常侍赵忠不滿。後來袁紹在叔父袁隗勸說下出仕，担任大将军何进的掾，又为侍御史、虎贲中郎将。
188年（中平五年），朝廷任命小黃門蹇碩、虎賁中郎將袁紹、鮑鴻、議郎曹操、趙融、馮芳、夏牟、淳于瓊等八人共組成西園八校尉，其中袁绍被舉薦为中军校尉，成為汉灵帝新建立的西园军的副領袖。

### 誅殺宦官
當時宦官在朝廷氣勢已盛，而何進身兼外戚（何皇后之兄）已與宦官對立。袁绍曾建議何進引誘撲殺宦官，何進猶豫不決，反被宦官知悉、搶先殺死何進。袁绍遂依自己當初的想法，名正言順率兵入洛阳南宫內杀绝阉官。此時董卓正好響應何進生前的密謀號召，藉口帶西涼兵團入京衛戍。

### 聯軍反董
董卓趁朝廷大亂時收编大將軍何进與其弟車騎將軍何苗所遺之部曲，又收呂布、施計并执金吾（京城警備司令）丁原之眾，召袁绍與之谋废漢少帝刘辩，改立漢獻帝刘协。
袁绍儘管暗中不滿，但仍伪许之，然后亡奔冀州。董卓深知袁氏“門生故吏滿天下”的威脅性，怕袁绍“收豪杰以聚徒众，英雄因之而起”，不斥其罪，反而封他为勃海太守、邟乡侯。
由於董卓廢少帝有逆當代的人臣之倫，袁绍因此在渤海起兵，自号车骑将军。初平元年（190年）正月，關东诸侯同时起兵，众各数万，共推袁绍为盟主。董卓的先鋒部隊被孙坚打败后，畏懼聯軍的聲勢浩大，放弃洛阳並強遷京師至长安。各路勤王而來的關東诸侯則因互不协调，不合而散。袁绍与韩馥準備擁戴幽州牧刘虞當皇帝，但刘虞拒絕。

### 統一河北
在讨伐董卓之后，袁紹用计夺取了韩馥的冀州，开始在華北扩张势力。隨後幾年間，在追隨者們的輔佐下，先後擊敗了公孫瓚、孔融、張燕等人，由此以冀州為基礎再掌握了青州、并州、幽州三州大部分人口的地盘，雄霸河北，擁有數十萬左右的大軍，是當時全中國最強的軍閥。同时袁绍也介入山东地区的战事，帮助曹操打败了吕布、张邈等势力，派臧洪为东郡太守。但臧洪却因故主張超被曹操攻杀时袁绍不肯相救之故，因而背叛袁绍，袁绍历时两年才攻破东郡。臧洪終究不肯复归袁绍，遂被袁绍处决。
當獻帝逃出被李傕和郭汜控制的長安逃到洛陽時，袁紹的謀士沮授、田豐和許攸建議迎接皇帝到鄴城，但郭图和淳于琼認為漢朝衰微、群雄並起，若迎接天子遇事總要上表，聽則權輕，違背則抗命，由此不認同沮授的建議。由於袁紹鄙視董卓所擁立的獻帝，曾密謀推舉幽州牧劉虞為帝，但沒有成功。此時曹操則採納軍師荀彧的建議，搶先將獻帝迎到許都，奉戴天子並以朝廷名義向諸侯發號施令。此时袁绍亦有迎驾之意，但因与公孙瓒作战又遭到臧洪的背叛，分身乏术，故派从事中郎徐勋请曹操代为迎驾，并派手下应劭去朝廷制定典章。曹操迎驾后以献帝名义以袁绍为太尉、封邺侯，袁绍认为自己位在時任大将军的曹操之下而不肯受命，怒道：“曹操好几次该死了，我救活了他，现在就背恩挟天子以令我了吗！”因此曹操便讓出大將軍之位，改以袁绍为大将军，派將作大匠孔融持节到邺城给袁绍封拜官爵，袁绍才作罢，在受封邺侯時亦一度推辞不受，之後才接受封號。袁紹的主薄耿苞向袁紹表示漢朝氣數已盡，袁氏應順應天意取而代之；袁紹將耿苞的意見告訴自己的手下試探輿論，結果眾人認為耿苞是在妖言惑眾應該處死，袁紹不得已只好處死耿苞來解套。
后曹操讨伐刘备时，田丰建议袁紹趁机偷袭许都，袁紹以小儿子生病為由拒絕了田豐的意见，田丰當場以杖擊地：“蒼天啊！為了一個孩兒放棄良機！”袁绍虽拒绝田丰建议，但仍派出将领出兵延津，却被曹操部将于禁所阻。后来袁紹終於出兵攻許都以爭獻帝，因此引發官渡之戰。

### 雙雄決戰
建安五年（200年），袁紹率十餘萬大軍進攻曹操；官渡之戰初，謀士沮授建議袁紹採取持久戰略但不被袁紹採納；另一謀士許攸建議袁紹派兵襲擊許都亦不被袁紹接受，此時許攸剛好因家屬犯罪被袁紹處刑，使許攸對袁紹懷恨在心，遂投奔曹操。
許攸向曹操建議，派兵襲擊袁紹遠征軍的軍糧所在地烏巢。曹操聞之大喜，於是親率奇兵攻擊烏巢，當時守護烏巢的是淳于瓊；由於事發突然，張郃向袁紹建議派大軍救援輜重糧草的重地烏巢，但袁紹只派輕騎去救援烏巢，而淳于瓊未先加以防範，結果曹軍樂進率軍很快地攻陷了烏巢陣地，燒掉了袁紹軍所有的軍糧草石並斬殺淳于瓊。烏巢淪陷後使袁紹軍士氣大挫，此前田豐等人數度獻策不被袁紹採納成了關鍵。之後袁紹統治的冀州多叛但仍得以平定。
建安六年（201年），袁紹重振旗鼓，與曹操爆發倉亭之戰，但再度戰敗。自軍敗慚憤，發病嘔血，於建安七年五月廿一日庚戌（202年6月28日）離開人世，《獻帝春秋》記載在他死時「河北士女莫不傷怨，市巷揮淚，如或喪親。」

## 评价
- 赵忠：「袁本初坐作声价，好养死士，不知此儿终欲何作。」（《三国志·魏书·董二袁刘传第六》）
- 董卓：「但杀二袁儿，则天下自服矣。」（《后汉纪·孝献皇帝纪卷第二十六》）
- 荀谌：「袁氏一时之杰。」（《资治通鉴·卷第六十》）
- 鲍信：「袁绍为盟主，因权夺利，将自生乱，是复有一卓也。」（《资治通鉴·卷第六十》）
- 沮授：「将军弱冠登朝，则播名海内；值废立之际，则忠义奋发；单骑出奔，则董卓怀怖；济河而北，则勃海稽首。振一郡之卒，撮冀州之众，威震河朔，名重天下。」（《后汉书·袁绍刘表列传第六十四下》）
- 公孙瓒：「袁氏之攻，似若神鬼，鼓角鸣于地中，梯冲舞吾楼上。」（《三国志·魏书·二公孙陶四张传第八》）
- 袁术：「今君拥有四州，民户百万，以强则无与比大，论德则无与比高。」（《三国志·魏书·董二袁刘传第六》）
- 和洽：「本初乘资，虽能强大，然雄豪方起，全未可必也。」（《三国志·魏书·和常杨杜赵裴传第二十三》）
- 曹操：「吾知绍之为人，志大而智小，色厉而膽薄，忌克而少威，兵多而分画不明，将骄而政令不一，土地虽广，粮食虽丰，适足以为吾奉也」，「袁绍虽有大志，而见事迟」[15]「及至袁绍据河北，兵势强盛，孤自度势，实不敌之。」（《让县自明本志令》）
- 荀彧：「布衣之雄耳，能聚人而不能用」[16]「紹貌外寬而內忌，任人而疑其心」、「绍迟重少决，失在后机」、「绍御军宽缓，法令不立，士卒虽众，其实难用」、「绍凭世资，从容饰智，以收名誉，故士之寡能好问者多归之」[17]「兵雖多而法不整」[18]
- 荀攸：「绍以宽厚得众心。」（《资治通鉴·卷第六十四》）
- 程昱：「夫袁绍据燕、赵之地，有并天下之心，而智不能济也。」（《三国志·魏书·程郭董刘蒋刘传第十四》）
- 郭嘉：「袁公徒欲效周公之下士，而未知用人之机。多端寡要，好谋无决，欲与共济天下大难，定霸王之业，难矣！」「袁绍有恩于民夷。」（《三国志·魏书·程郭董刘蒋刘传第十四》）
- 王粲：「袁绍有姿貌、威容，爱士养名。既累世台司，宾客所归，加以倾心折节，莫不争赴其庭，士无贵贱，与之抗礼。」（《英雄记》）
- 杨阜：「袁公宽而不断，好谋而少决；不断则无威，少决则失后事，今虽强，终不能成大业。」（《三国志·魏书·辛毗杨阜高堂隆传第二十五》）
- 孙权：「老贼欲废汉自立久矣，徒忌二袁、吕布、刘表与孤耳。」（《三国志·吴书九·周瑜鲁肃吕蒙传第九》）
- 曹丕：「绍遇因运，得收英雄之谋，假士民之力，东苞巨海之实，西举全晋之地，南阻白渠黄河，北有劲弓胡马，地方二千里，众数十万，可谓威矣。当此之时，无敌于天下，视霸王易于覆手，而不能抑遏愚妻，显别嫡庶，婉恋私爱，宠子以貌；其后败绩丧师，身以疾死，邪臣饰奸，二子相屠，坟土未干，而宗庙为墟，其误至矣。」（《典论》）
- 臧洪：「諸袁事漢，四世五公，可謂受恩。今王室衰弱，無扶翼之意，欲因際會，希冀非望，多殺忠良以立姦威。洪親見呼張陳留為兄，則洪府君亦宜為弟，同共勠力，為國除害，何為擁眾觀人屠滅！惜洪力劣，不能推刃為天下報仇，何謂服乎！」[19]
- 陳容：「將軍舉大事，欲為天下除暴，而專先誅忠義，豈合天意！臧洪發舉為郡將，奈何殺之！」[19]
- 《献帝春秋》：「绍为人政宽，百姓德之。河北士女莫不伤怨，市巷挥泪，如或丧亲。」
- 范晔：「袁紹初以豪俠得眾，遂懷雄霸之圖，天下勝兵舉旗者，莫不假以為名。及臨場決敵，則悍夫爭命；深籌高議，則智士傾心。盛哉乎，其所資也！」「绍外宽雅有局度，忧喜不形于色，而性矜愎自高，短于从善，故至于败。」「绍姿弘雅，表亦长者。称雄河外，擅强南夏。鱼俪汉舳，云屯冀马。窥图讯鼎，禋天类社。既云天工，亦资人亮。矜强少成，坐谈奚望。回皇冢嬖，身穨业丧。」（《后汉书·袁绍刘表列传第六十四下》）
- 陈寿：「袁绍、刘表，咸有威容、器觀，知名當世。表跨蹈汉南，绍鹰扬河朔，然皆外宽内忌，好谋无决，有才而不能用，闻善而不能纳，废嫡立庶，舍礼崇爱，至于后嗣颠蹙，社稷倾覆，非不幸也。昔项羽背范增之谋，以丧其王业；绍之杀田丰，乃甚於羽远矣！」[20]
- 常璩：「汉末大乱，雄桀并起。若董卓、吕布、二袁、韩、马、张杨、刘表之徒，兼州连郡，众逾万计，叱吒之间，皆自谓汉祖可踵，桓、文易迈。」（《华阳国志·卷六·刘先主志》）
- 柳庄：「昔袁绍、刘表、王凌、诸葛诞，皆一时雄杰，据要地，拥强兵。」（《资治通鉴·卷第一百七十四》）
- 苏夔：「近者刘荆州之意气，袁渤海之纵横，当其吐纳荆扬，鞭笞河朔，猛将厉于雕鹗，谋臣盛于云雨，从容啸咤，有席卷八荒之心，固以震倘肆椋熏灼宇宙者。」（《全隋文·卷二十七》）
- 趙蕤：「袁本初虎視河朔；刘景升鹊起荆州；马超、韩遂，雄据於关西；吕布、陈宫，窃命於东夏；辽河海岱，王公十數，皆阻兵百萬、鐵騎千群，合縱締交，為一時之傑也。」（《長短經·卷六·霸紀下》）
- 魏元忠：「假有项籍之气，袁绍之基，而皆泯智任情，终以破灭，何况复出其下哉。」（《旧唐书·列传第四十二》）
- 何去非：「昔者东汉之微，豪杰并起而争天下，人各操其所争之资。盖二袁以势，吕布以勇，曹公以智，刘备、孙权各挟其智勇之微而不全者也。」「方二袁之起，借其世资以撼天下。绍举四州之众，南向而逼官渡；术据南阳，以扰江淮，遂窃大号；吕布骁勇，转斗无前而争衮州。方是之时，天下之窥曹公，疑不复振。而人之所以争附而乐赴者，袁、吕而已。」「袁绍虽非曹公之敌，亦所谓一时之豪杰，横大河之北，奄四州之土，南向而争天下，一旦摧败，卒以忧死。」（何博士备论）
- 秦观：方绍与董卓异议，横刀不应长揖而出，及起兵渤海，遂有四州之地，连百万之众，威震河朔名重天下，不可谓非一时之杰也。然杀一田丰遂至于此，则天下之祸其有大于杀士者乎。
- 郝经：「袁氏奕世公鼎，高风义轨，冠冕海内。绍资望夙着。一旦提剑而起，汛除阉竖，肃清宫闱。心不义卓，投袂而起，则有英雄之志矣。于是山东讨贼推为盟主，河朔服义让以方州，卒连幽并青冀，横制天下之半，材勇效命，智谋贡策，翼戴天子而加之以共则桓文之举也。乃猜忌自用，潜怀不轨，稽失事机，为操所先忿兵犯顺折衂以死，幼长倒置祸起骨肉，家声委地咸其自取也。」（《续后汉书》） 「时卓暴戾，气凌一时，决计废立而绍忤之，故致忿骂。绍亦一时之杰，揖之而去，亦其宜也。」
- 罗贯中：「累世公卿立大名，少年意气自纵横。空招俊杰三千客，漫有英雄百万兵。羊质虎皮功不就，凤毛鸡胆事难成。更怜一种伤心处，家难徒延两弟兄。」
- 王世贞：「古之有天下者，要必有人君之德，而其佐命以功臣终者，要必有人臣之体，人臣之体在才巨而心小其识不凡，而凡不远而远乃可保也无君德，而其材非人臣者。偏雄，则项羽、袁绍、李密；委质，则韩信及荣也。」（王弇州崇论卷之四）
- 王夫之：「袁绍虽疏而有略，其规恢较大矣。」（《读通鉴论》）
- 柳从辰：「卓虽受诛，豪杰并起，跨州连郡如刘虞、公孙瓒、陶谦、袁绍、刘表、刘焉、袁术、吕布者，皆尝雄视一时，其权力犹足匡正帝室。」
- 吕思勉：「袁绍是曹操的大敌。他不但地广兵强，在社会上声望很高，势力极大，即论其才具，在当时群雄中，亦当首屈一指。」
- 蔡东藩：「况引狼入室，绍实主谋，鲍信进诛卓之方，犹不失为中计，而绍又不能信从；绍非特害进，并且覆汉，其罪亦弥甚矣！」（《后汉演义》）
- 方诗铭：「世族、豪杰、游侠，是袁绍的优点，也是袁绍的有利条件，以此为凭借，他得到“名豪大侠，富室强族”的支持，最后雄据河北，成为当时最大的割据者。出身于世族的袁绍，再加上他的游侠性格和豪杰才能，叱咤风云，雄据一方。尽管后来支持他的人们，有的相互火并，有的背叛投降，最后使袁氏政权烟消火灭。但是，在东汉末年的战乱时代，袁绍仍不失为一个杰出的人物。」（《三国人物散论》）

## 家庭

### 祖父
- 袁湯

### 父親
- 袁成（养父）
- 袁逢（親生父親）

### 兄弟
- 袁基（紹之同父兄，宗法論為從兄），與袁隗一同被董卓所害，漢太僕。
- 袁術（紹之同父弟，宗法論為從弟），曾趁亂世稱天子，卻得不到支持，最終屢次兵敗後吐血而死。

### 姐妹
- 袁氏，嫁杨彪
- 袁氏，嫁高躬

### 妻妾
- 劉夫人（生熙、尚）
- 寵妾五人，被劉夫人所殺

### 兒女
- 长子袁譚，袁紹死後，為了爭奪父袁紹繼承人之位，而與三弟袁尚互相攻伐，最後為曹操所破。
- 次子袁熙，袁紹死後偏安幽州，後收留投奔而來的三弟袁尚，一同逃到遼東，為公孫康所殺。
- 三子袁尚，袁紹廢長立幼，袁紹死後繼位，為了保存繼承人之位，與長兄袁譚互相攻伐，為曹操所破，投奔袁熙，一同逃到遼東，為公孫康所殺。
- 袁買（袁尚弟，一說袁尚兄子）

### 族人
- 袁隗，袁绍叔父，在朝廷時被董卓所害。
- 高幹，袁紹的外甥，在袁紹辭世後表面上歸順朝廷，後趁曹操對付袁紹之子袁熙和袁尚時，高幹舉兵叛變，但事敗被殺。
- 袁遺，袁绍堂兄，字伯業，曾任長安令、揚州刺史，最後為袁術所敗，因部下背叛而被殺。曹操稱其「長大而能勤學者，惟吾與袁伯業矣。（白話：年紀漸長仍能堅持好學不倦的，就只有我與袁伯業了。）」
- 袁敘，袁绍堂弟，曾任濟陰太守。
- 袁胤，袁绍堂弟，曾任丹楊太守。
- 袁春卿，与袁绍同族。任魏郡（治邺城）太守。曹操攻邺时，派人到扬州迎袁春卿之父袁元长，让董昭劝袁春卿投降。

## 部下

### 鄴郡
- 李延，袁紹任命的豫州從事，後被董卓擒獲並烹殺。
- 沮授，在官渡之戰之前，建議打持久戰，未被採納，官渡之敗後被俘。其後密謀逃回袁紹，事敗被殺。
- 田豐，在官渡之戰之前，建議偷襲許都，袁紹以兒子生病為由拒絕。後因反對官渡之戰而被下獄，袁紹官渡失敗後，將田豐殺害。
- 荀諶，荀彧之兄，說服韓馥出讓冀州牧職位予袁紹。
- 許攸，官渡之戰時其奇襲許昌的建議未被採納，家人犯罪被拘禁引致許攸出賣袁紹，獻計奇襲烏巢。
- 逢紀，向袁紹獻計把冀州鵲巢鳩占，袁紹死後助袁尚繼位。
- 審配，因許攸家人犯罪而作拘禁，令許攸出賣袁紹，引致官渡之敗，袁紹死後助袁尚繼位。
- 郭圖，支持袁譚繼位，南皮城破後，被曹操斬殺一家。
- 辛評，辛毗之兄，因其弟辛毗內通曹操，以通敵的罪名被囚禁，審配憤恨辛毗反叛，遣兵殺害鄴城中辛氏一族。
- 辛毗，被袁譚派遣向曹操求援，辛毗反而建議應以此機會吞併河北，降曹。
- 陳琳，「建安七子」之一。袁紹的軍中文書檄文，多出其手。後歸順曹操。
- 董昭，袁紹任命的魏郡太守，後歸順曹操。
- 張景明，曾與高幹及郭圖等說服韓馥出讓冀州州牧職位予袁紹。後來因過錯受到夷滅之禍。
- 劉勳，任虎牙都尉，與袁紹一同首倡起兵討伐董卓，並在收服張楊時中多有建功。後來被袁紹所殺。
- 孟岱，與審配有間隙，在官渡之戰失敗後，審配的兩個兒子為曹操所用，遂對袁紹說：「配在位專政，族大兵強，且二子在南，必懷反畔。」袁紹因此任命他為監軍，代審配守鄴城。
- 朱漢，袁紹封為都官從事。圍韓馥府第，韓馥要求離開，弄跛韓馥的長子，後為袁紹所殺。
- 栗成，袁紹任命的魏郡太守，被黑山賊所殺。
- 陶升，原是小吏，有善心，曾加入黑山賊，後被袁紹收為部下，不久提拔為建義中郎將。于毒殺栗成後，袁紹和陶升攻殺于毒。
- 周昂，袁紹早期武將，在孫堅攻打董卓期間，被袁紹派與奪取孫堅的屯兵地陽城，射殺公孫瓚之弟公孫越。
- 季雍，袁紹早期武將，後背叛袁紹而降公孫瓚。
- 朱靈，袁紹早期武將，被袁紹派遣攻打背叛袁紹的季雍。曹操討伐陶謙時，奉袁紹之命督三營軍士，趕赴增援曹操，其後留在曹營。
- 淳于瓊，袁紹軍中宿將，官渡之戰期間，為守護烏巢糧倉的主將，後曹軍快速攻陷了烏巢陣地，被樂進所擄獲後處死。
- 麴義，袁紹軍中驍將，在界橋之戰中，屢次大破公孫瓚軍，因恃功而驕恣，後為袁紹所殺。
- 崔巨業，袁紹大將，領兵圍故安，被公孫瓚在巨馬水之戰中所大破。
- 耿包，袁紹主簿，勸袁紹自立為帝，袁紹以耿包之議展示於軍府僚屬，議論者認為耿包妖妄宜誅。袁紹知眾情不支持稱帝，不得已將耿包殺死以隱藏自己的心意。
- 顏良，袁紹軍中名將，在白馬之戰中，顏良軍因孤立作戰，被在曹軍中的關羽所斬殺。
- 文醜，袁紹軍中名將，在顏良被殺後，於延津之戰中，與劉備共同攻擊曹軍，為曹軍士兵所殺。在演義裏死於關羽刀下。
- 張郃，袁紹大將，官渡之戰期間，與高覽被郭圖誣告，一同投降曹操，為後期曹魏抵禦諸葛亮北伐大軍的名將。
- 高覽，袁紹大將，官渡之戰期間，與張郃被郭圖誣告，一同投降曹操。
- 韓猛，袁紹大將，官渡之戰時，被袁紹派往攻擊曹軍糧道，曹仁破於雞洛山。
- 蔣奇，袁紹大將，官渡之戰時，為沮授推薦護送淳于瓊運糧軍，為袁紹拒絕。
- 蔣義渠，袁紹大將，袁紹在官渡之敗後，將敗逃的袁紹接到了黎陽，並慢慢地收拾重整態勢東山再起。
- 眭元進，袁紹部將，官渡之戰期間，為守護烏巢糧倉的副將，後曹軍快速攻陷了烏巢陣地，被斬殺。
- 韓莒子，袁紹部將，官渡之戰期間，為守護烏巢糧倉的副將，後曹軍快速攻陷了烏巢陣地，被斬殺。
- 呂威璜，袁紹部將，官渡之戰期間，為守護烏巢糧倉的副將，後曹軍快速攻陷了烏巢陣地，被斬殺。
- 趙叡，袁紹部將，官渡之戰期間，為守護烏巢糧倉的副將，後曹軍快速攻陷了烏巢陣地，被斬殺。
- 何茂，袁紹部將，官渡之戰期間，受于禁與樂進等進攻別營，不敵投降。
- 王摩，袁紹部將，易京之战时担任鄄城督，官渡之戰期間，受于禁與樂進等進攻別營，不敵投降。

### 冀州
- 蘇由，鄴城守將，曹操攻鄴時欲開城投降，事敗出逃，投奔曹操。
- 審榮，審配之姪，曹操攻鄴時引兵入城。
- 馮禮，審配部將，曹操攻鄴，馮札為內應，開突門內操兵三百餘人。審配察覺，從城上以大石擊門，門閉，入者皆死。
- 沮鵠，沮授之子，守邯鄲，為曹操擊敗。
- 尹楷，守毛城，以通上黨到達鄴的糧道，為曹操擊敗。
- 高蕃，魏郡太守，屯兵河上阻礙曹軍用水道運糧，為李典與程昱渡河擊敗。
- 韓范，曹操攻鄴時投降，大加封賞以作榜樣。
- 梁岐，曹操攻鄴時投降，大加封賞以作榜樣。
- 牽招，袁尚命牽招向高幹求援被拒絕後投降曹操。
- 李孚，袁尚命李孚入城通知審配聯合攻擊，後助曹操在袁譚死後安撫南皮民眾。
- 呂曠，曹操攻鄴時投降。
- 呂翔，曹操攻鄴時投降。
- 馬延，曹操攻鄴時臨陣投降，引起袁尚士兵潰敗。
- 張顗，曹操攻鄴時臨陣投降，引起袁尚士兵潰敗。
- 郭昭，袁紹、袁尚屬下，任射聲校尉。曹操攻鄴時臨陣投降，引起袁尚士兵潰敗。
- 沐並，袁紹佔冀州時始為其吏，後為曹魏官員，官至濟陰太守。
- 徐勛，袁紹屬下從事中郎，袁紹曾派他通知曹操救援漢獻帝劉協。[21]

### 青州
- 嚴敬，袁譚大將，黎陽之戰被樂進斬殺。
- 汪昭，《演義》人物，袁譚部將，與徐晃交戰數合，被斬於馬下。
- 岑壁，《演義》人物，袁譚部將，袁譚與袁尚內鬥，岑壁罵陣，袁尚大將呂曠拍馬舞刀，戰數合，岑壁被斬於馬下。
- 彭安，《演義》人物，袁譚部將，與徐晃交戰數合，被斬於馬下。
- 郭圖，支持袁譚繼位，南皮城破後被曹操斬殺一家。
- 辛評，因其弟辛毗內通曹操，以通敵罪名囚禁。后其家在邺城被审配所杀。
- 辛毗，被袁譚派遣向曹操求援，辛毗反而建議應以此機會吞併河北。
- 王修，袁譚攻袁尚戰敗後王修率兵來救。
- 劉詢，叛離袁譚，諸城響應。
- 劉獻，青州別駕，數次毀謗王修，後來犯錯當死，因王修的關係得免死。
- 管統，眾將叛離袁譚時唯一支持袁譚的太守，即使袁譚被殺後仍拒絕投降。
- 華彥、孔順，奸佞小人，被袁譚信以為腹心。

### 幽州
- 焦觸，和張南一同叛變並攻擊袁尚、袁熙，迫使其投奔遼西烏桓，後投降曹操。
- 張南，和焦觸一同叛變並攻擊袁尚、袁熙，迫使其投奔遼西烏桓，後投降曹操。
- 韓珩，焦觸部下，任別駕一職，焦觸叛變時，有感受袁氏恩惠，拒絕一同叛變。

### 州
- 郭援，鍾繇之甥，與并州刺史高幹、南匈奴單于呼廚泉一起領兵南下，與舅父鍾繇交戰，為龐德所殺。
- 夏昭，曹操亲征高干，壶关被攻破，高干于是留部将夏昭和邓升守城，自诣匈奴单于求救。
- 鄧升，曹操亲征高干，壶关被攻破，高干于是留部将夏昭和邓升守城，自诣匈奴单于求救。

### 客將
- 張楊，反董卓失敗後投奔袁紹，不為所用。
- 呂布，逃出長安後投奔袁紹，大破張燕軍，因掠奪民眾為袁紹忌憚而出逃。
- 劉備，徐州兵敗後投奔袁紹，派往汝南共擊曹操，曹仁率騎兵攻打劉備，劉備大敗逃走。
- 陳瑀，陳球長子，陳琮、陳珪之兄。後被孫策屬下呂範、徐逸擊敗後向北投靠袁紹，袁紹用其為故安都尉。

## 藝術形象

### 動漫遊戲
- 真三國無雙系列 / 無雙OROCHI系列（光榮公司開發，龍谷修武配音）
- 三國志
- 三國演義
- 《橫山光輝三國志》（橫山光輝）
- 《蒼天航路》（王欣太）
- 《火鳳燎原》（陳某）
- 《摩登三国》（SuperPINK，YiLee）

### 影視
- 香港亚洲电视剧《貂蝉》 （1987年）：由王复室飾演袁紹。
- 中國太原电视台電視劇《關公》（1993年）：由阎雨生飾演袁紹。
- 中國電視劇《三國演義》（1994年）：由洪宇宙、李慶祥飾演袁紹。
- 台灣華視電視劇《關公》（1996年）：由顧冠忠飾演袁紹。
- 中國电视剧《曹操》（1999年）：由王辉飾演袁紹。
- 中國電視劇《呂布與貂蟬》（2001年）：由周浩东飾演袁紹。
- 中国中央电视台电视剧《武圣关公》（2004年）：由孙继峰飾演袁紹。
- 台灣民視 / 八大電視劇《終極三國》（2009年）：由黃志瑋飾演袁紹。
- 中國電視劇《三国》（2010年）：由許文廣飾演袁紹。
- 中國电视剧《新洛神》（2013年）：由于子宽飾演袁紹。
- 中國电视剧《曹操》（2014年）：由孙洪涛飾演袁紹。
- 中國电视剧《武神赵子龙》（2016年）：由刘流飾演袁紹。
- 韩国电视剧《梦想三国》（2016年）：由方秀珍（朝鲜语：방수진）飾演袁紹。
- 中國电视剧《少儿也三国》（2017年）：由黎俊麟飾演袁紹。
- 中國電視劇《三國機密之潛龍在淵》（2018年）：由徐豐年飾演袁紹。
- 香港电影《真三國無雙》（2021年）：由呂良偉飾演袁紹。

## 延伸阅读
[在维基数据编辑]
 在维基文库阅读此作者作品（ 在维基共享资源阅览影像）
 《後漢書·卷74上》，出自范晔《後漢書》
 《三國志/卷06》，出自陳壽《三國志》
 《東觀漢記》